# Carpobrotus deliciosus
Carpobrotus deliciosus és una espècie de la família de les aizoàcies que es distribueix per la zona occidental de Sud Àfrica. És una planta crassa que creix a llocs costaners, sòls sorrencs exposats i dunes. Té les flors porpres, rosades o blanques. Les fulles són verdes, vermelloses i gairebé rectes. Fan fruites dolces molt bones per a fer-ne melmelada de figa agra.